# Boesenbergia kenali
Boesenbergia kenali är en enhjärtbladig växtart som beskrevs av Chong Keat Lim. Boesenbergia kenali ingår i släktet Boesenbergia och familjen Zingiberaceae. Inga underarter finns listade i Catalogue of Life.